# 奥鬼怒温泉郷
奥鬼怒温泉郷 （おくきぬおんせんきょう）は、栃木県日光市（旧国下野国）川俣にある温泉の総称（温泉郷）である。
温泉郷のエリアは、一般に女夫渕より先のエリアを指す。鬼怒川の源流部付近にあり、鬼怒沼、尾瀬への登山客の利用も多い。

## 郷内の温泉
- 加仁湯（かにゆ）
- 手白澤温泉
- 日光澤温泉
- 八丁の湯

いずれも一軒宿である。これらをまとめて奥鬼怒四湯とも呼ばれる。源泉は温泉毎に異なり、特に加仁湯は5つ、八丁の湯は8つの源泉を使用している。日帰り入浴を実施している温泉は手白澤温泉を除く加仁湯、日光澤温泉、八丁の湯で、入浴料は次の表のとおり。
| 温泉       | 大人    | 子ども   | 時間      | 摘要     |
| ---------- | ------- | -------- | --------- | -------- |
| 加仁湯     | 1,000円 | 700円    | 9時～15時 | タオル付 |
| 日光澤温泉 | 600円   | 400円    | 9時～15時 |          |
| 八丁の湯   | 800円   | 設定なし | 9時～15時 |          |

近隣には他にも温泉が自噴している野湯が多数あり、天然記念物にもなっている湯沢噴泉塔などがある。

## 歴史
温泉が発見された時期は不明。古くから地元の人が利用していた。温泉郷が形成されていったのは昭和初期である。温泉郷内の各宿に電気、電話が引かれたのが1986年になってからであり、それまでは各宿ともランプや自家発電の宿であった。更に奥鬼怒スーパー林道が1988年に開通するまでは交通アクセスも徒歩に限られ、容易に訪れることのできない秘湯であった。ただし、奥鬼怒スーパー林道は日光国立公園内に有ることから一般車の往来は制限されており、加仁湯と八丁の湯はバス送迎を行っているが、それ以外はタクシーまたは徒歩、自転車で往来可能である。
2021年から女夫渕温泉から奥鬼怒温泉郷の区間約8キロメートルのスーパー林道の区間において、マウンテンバイクなど自転車の走行を認めるイベント（奥鬼怒トレイルライド）が始められた。

## 環境

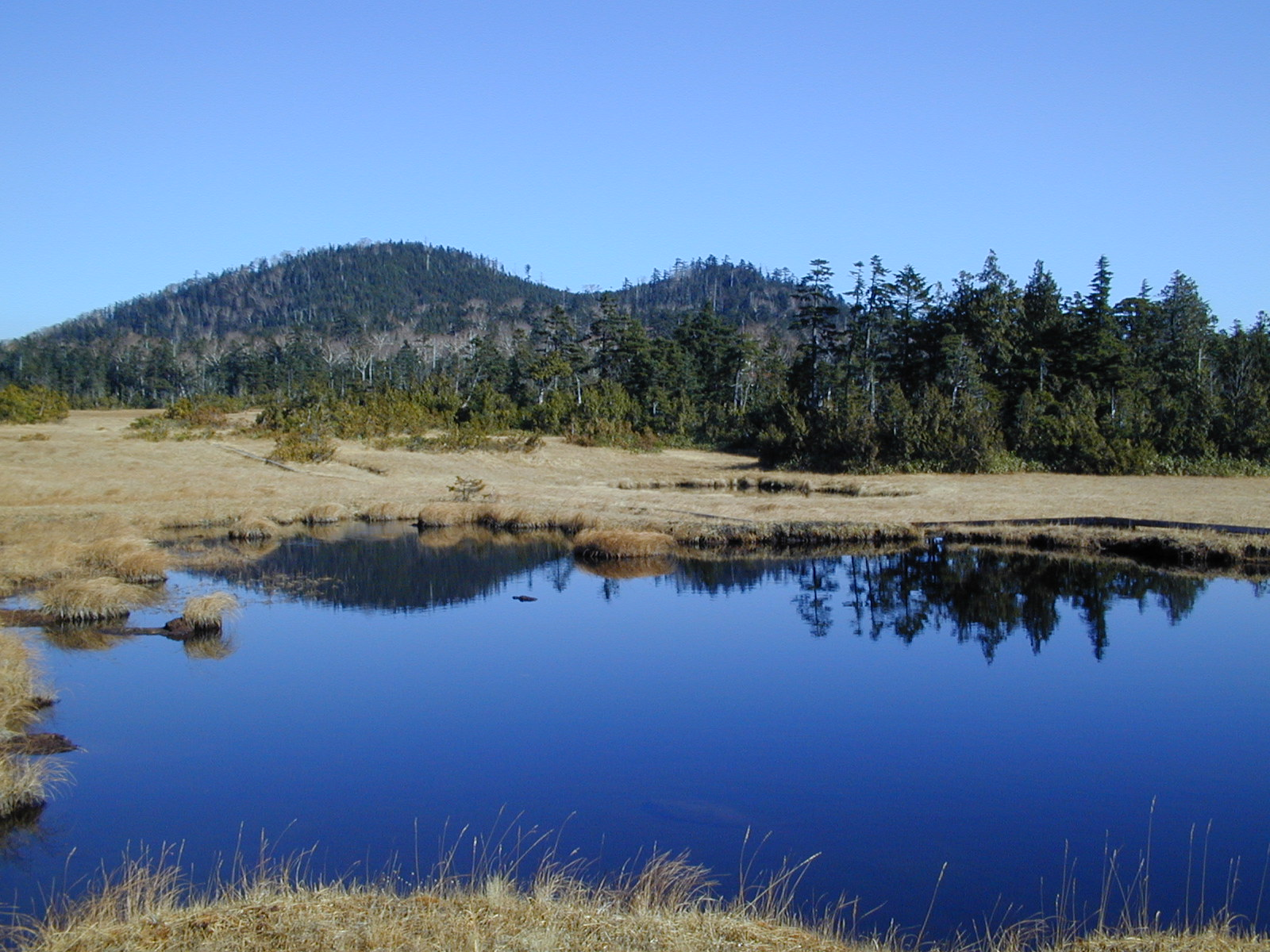
鬼怒沼から鬼怒沼山(2000年11月撮影)

奥鬼怒温泉郷の周囲は鬼怒川源流域にあたり、湿原と山、急峻な斜面を流れ下る川で構成されている。
- 鬼怒沼は、奥鬼怒の最奥部にあり、鬼怒川の源流のひとつとなっている高層湿原である。日光沢温泉から6キロメートル、標高差600メートルの登山道が整備されている。
- オロオソロシの滝・ヒナタオソロシの滝は、奥鬼怒源流域を代表する滝である。オロオソロシの滝は、「日陰」(オロ)の「恐ろしい音がする」滝、ヒナタオソロシの滝は、「日向」(ヒナタ)にある「恐ろしい音がする」滝の意味を表す。急峻な山肌を流れ落ちる段瀑である。

## アクセス
- 車 : 日光宇都宮道路今市ICより女夫渕駐車場まで約1時間30分。
- 鉄道 : 東武鬼怒川線鬼怒川温泉駅より女夫渕まで日光市営バスで1時間35分[4]。

ただし、上記はいずれも女夫渕までの所要時間である。女夫渕からは奥鬼怒スーパー林道だが一般車は通行禁止で、送迎バス（加仁湯と八丁の湯のみ。両館共に宿泊者限定）またはタクシーまたは遊歩道経由徒歩1時間10分となる。

## 参照
1. 1 2  ゆらり湯の路　湯西川・川俣・奥鬼怒温泉観光協会 - 奥鬼怒四湯トレッキング
2. ↑  “奥鬼怒トレイルライドイベント”.   奥鬼怒トレイルライドイベント (2022年). 2023年1月5日閲覧。
3. ↑  “栃木・奥鬼怒温泉郷に続く林道　自転車も走行OKに”.   日本経済新聞 (2021年10月11日). 2023年1月5日閲覧。
4. ↑  ゆらり湯の路　湯西川・川俣・奥鬼怒温泉観光協会 - バス時刻表　鬼怒川⇔女夫渕時刻